# Merlin Holland
Merlin Holland (Londres, 1945) é um biógrafo e editor britânico. É o único neto do famoso escritor irlandês Oscar Wilde, sendo filho de Vyvyan Holland e da sua segunda esposa, Thelma Besant.
Apesar de ser descendente direto de Oscar Wilde, por via paterna, o seu sobrenome é Holland. A ausência do sobrenome Wilde deve-se à mudança efetuada por Constance, esposa de Oscar Wilde, aquando do julgamento do esposo por atentado ao pudor — subsequente prisão e queda em desgraça —, por um antigo sobrenome do lado da família dela.
Merlin Holland vive em Borgonha, na França, com a sua companheira Emma. Desta companheira teve um filho em 1979, chamado Lucian Holland, que mora em Londres, onde é programador de computadores.

## Carreira
Merlin Holland estudou e investigou a vida de Wilde durante os últimos 30 anos. Ele é o coeditor, juntamente com Rupert Hart-Davis, de The Complete Letters of Oscar Wilde, e o editor de Irish Peacock and Scarlet Marquess, a primeira versão não censurada dos processos de 1895 do seu avô. Holland criticou a biografia Oscar Wilde, lançada em 1989 por Richard Ellmann, como inexata, particularmente no que se refere à sífilis.
Holland também escreveu The Wilde Album, um pequeno volume que incluiu fotografias até à data inéditas de Oscar Wilde. O livro concentra-se em como o escândalo causado pelos processos de Wilde afetaram a sua família, sobretudo a sua esposa e os seus filhos, Cyril e Vyvyan . Em 2006, o seu livro Oscar Wilde: A Life in Letters foi publicado e o seu volume Coffee with Oscar Wilde, uma conversa imaginária com o seu avô, foi lançado no outono de 2007.
O último livro de Holland, publicado em 2008, chama-se A Portrait of Oscar Wilde e nele é revelado Oscar Wilde através de manuscritos e cartas para a coleção de Lúcia Moreira Salles, localizada no Museu e Biblioteca The Morgan, em Nova Iorque (EUA).